# X-COM: Apocalypse
X-COM: Apocalypse è il terzo videogioco della serie X-COM, sviluppato da Mythos Games e pubblicato da Microprose nel 1997 per DOS e Microsoft Windows.
Il gioco introdusse molte novità rispetto ai precedenti capitoli della serie X-COM; infatti presenta un sistema di combattimento in tempo reale, in aggiunta a un sistema a turni modificato, e una grafica maggiormente indirizzata verso uno stile meno tetro e più futuristico.

## Trama
Mezzo secolo dopo la fine della campagna di X-COM: Terror from the Deep, la battaglia finale di T'leth ha severamente danneggiato l'atmosfera della Terra. A causa inoltre del crescente inquinamento, l'umanità si trovò a vivere in sette megalopoli autonome dotate di cupola protettiva.
Il gioco è ambientato in Mega Primus, la più grande di queste città, che verrà attaccata dagli alieni che invadono nuovamente il pianeta, tramite dei varchi spazio-temporali; cosicché il governo cittadino ripristina l'Unità di Combattimento Extraterrestre (X-COM), sino a che una volta penetrata nella dimensione aliena, da dove provengono gli invasori, riuscirà nuovamente a debellare la minaccia.

### L'ambientazione
La tecnologia utilizzata dagli alieni è sostanzialmente di tipo biologico, infatti all'interno delle navi UFO si presentano membrane gelatinose al posto delle pareti e strutture portanti fatte di ossa. Nella dimensione aliena, vi sono un certo numero di edifici ognuno con una precisa funzione, come la costruzione degli UFO e la produzione di uova, che vanno studiati e distrutti uno per volta. All'interno, vi sono dei veri e propri labirinti, in cui è difficile individuare l'obiettivo da distruggere. La battaglia finale si svolge vicino al generatore dei portali, distrutto il quale i soldati superstiti ritornano sulla Terra, un attimo primo che il portale si chiuda per sempre.

### La nuova minaccia aliena
In questo gioco la minaccia aliena è rappresentata da una nuova razza di alieni extra-dimensionali che non hanno nessuna relazione con i Sectoidi/Aquatoidi dei giochi precedenti. La loro tecnologia è completamente organica, dalle armi, agli equipaggiamenti, agli stessi UFO. Proseguendo lungo l'albero delle ricerche, si scopre che questi alieni hanno un ciclo vitale simile a quello degli insetti, con stadi larvali, crisalidi e forme adulte. Da questi studi, è possibile ricavare informazioni riguardanti la guerra biologica, che consente la realizzazione di una speciale pistola spara-tossine, i cui proiettili non vengono bloccati dagli scudi personali degli Alieni.
Negli altri due giochi della serie, l'aumento progressivo della difficoltà coincideva con l'arrivo di una nuova razza aliena. In Apocalypse, la difficoltà aumenta quando gli alieni decidono di impiegare nuove armi ed equipaggiamenti, come gli scudi personali, i dispositivi di teletrasporto e mimetizzazione e i terribili missili organici, che corrodono le armature.
La razza aliena dominante, analoga per importanza ai Sectoidi, è un gigante senza testa con piccoli tentacoli alle estremità di braccia e gambe, incapace di usare armi, chiamato Psimorfo. Esso ha nel proprio sangue dei microrganismi chiamati Micronoidi, origine dei suoi poteri psionici. Questi Micronoidi sono presenti anche negli altri alieni, anche se in misura minore, e su alcuni degli UFO più grandi si presentano sotto forma di aggregati gelatinosi che ne contengono svariate centinaia. Gli stessi Micronoidi vengono iniettati dalla razza chiamata Succhiacervelli (di chiarissima ispirazione dal film Alien) nel cervello degli umani, allo scopo di prendere il controllo delle loro menti.
Questi nuovi alieni attaccano la città attraverso cancelli di teletrasporto a forma di tetraedro. Il giocatore deve scoprire come spedire i propri velivoli, insieme agli agenti X-COM, attraverso questi cancelli senza che vengano distrutti e portare la guerra nella dimensione aliena.

### Le fazioni
La città è governata da tredici senatori eletti dal popolo. Enormi corporazioni hanno modificato la struttura ambientale, sociale ed economica della città in modo da farla diventare una grossa e obbediente popolazione abituata al lusso e controllata da una massiccia catena corporativa. L'insegnamento nelle scuole viene attuato tramite la tecnologia psionica, retaggio della Prima Guerra Aliena, tramite la quale vengono inculcate anche le idee politiche. La sicurezza delle vite e delle proprietà private dei cittadini, le colonie su Marte e la classe operaia vengono sfruttate senza pietà dalla corporazione per l'estrazione dell'elerio, la Solmine, e oppresse dalla MarSec (MARs SECurity).
Mega Primus ha le sue minoranze oppresse, consistenti in Mutati (ibridi di umani e Sectoidi, dotati di poteri psionici) e Androidi (dotati di forza sovrumana e immuni agli attacchi psionici), entrambi sotto-prodotti delle guerre precedenti. Queste minoranze hanno costituito i propri gruppi di pressione politica. Le corporazioni e le organizzazioni politiche faranno profitti, eseguiranno ricerche, produrranno oggetti e si lanceranno perfino in guerre segrete tra di loro in modo indipendente dal giocatore. Per esempio, se la Megapol, la polizia cittadina, sta facendo parecchi soldi, sarà capace di mantenere una presenza forte nella città, attaccando le navi aliene e gli altri velivoli ostili, ma attirerà anche gli attacchi delle bande criminali. Più danni subirà la città, e più grandi saranno i problemi finanziari della Megapol, meno essa sarà capace di reagire agli attacchi nemici.
La X-COM dovrà mantenere buoni rapporti con le altre organizzazioni della città. Se la X-COM fa arrabbiare una di esse, o fallisce nel contenere le incursioni aliene, i soldati corporativi chiederanno degli indennizzi o addirittura attaccheranno le forze X-COM. Le organizzazioni potrebbero anche ritirare il loro supporto (se c'è) al progetto X-COM. Per esempio, la Transtellar potrebbe negare agli agenti e al personale scientifico il trasporto attraverso la città. Una di queste organizzazioni, il Culto di Sirio, è un gruppo di fanatici religiosi che adorano gli alieni ed è per forza di cose ostile verso la X-COM. In più, gli alieni, invece di firmare semplicemente dei trattati di non-aggressione con le varie corporazioni, tenteranno di infestare i loro CEO e di prendere il controllo delle organizzazioni stesse. Il mantenimento di relazioni amichevoli con entrambe le minoranze etniche (l'organizzazione androide S.E.L.F. e quella ibrida dell'Alleanza dei Mutati) porterà alla disponibilità di queste razze nelle liste di reclutamento.
Se il governo diventerà ostile verso la X-COM per qualche ragione (come un'interferenza aliena o un danno eccessivo alle proprietà e al personale del governo e della città) allora il progetto X-COM non riceverà ulteriori finanziamenti. Questo è un potenziale disastro per il giocatore, e può portare la X-COM a vivere di scrocco, rubando da altre organizzazioni per sopravvivere. In egual modo, la X-COM, tramite una perfetta amministrazione, può sopraffare l'intera forza militare della Città, diventando contemporaneamente più ricca perfino della compagnia del monopolio del cibo, la Nutrivend, e poi distruggere l'intera città e cavarsela, data la superba flessibilità del gioco.

## Modalità di gioco
La principale differenza rispetto ai due titoli precedenti è l'ambientazione cittadina, con una visuale isometrica simile a quella utilizzata in Sim City 2000, con diversi tipi di edifici (tutti descritti nell'Ufopedia) e mezzi volanti e da strada che scorrazzano per le vie e i cieli della città. Ogni tipo di edificio corrisponde a un tipo di scenario della fase di combattimento, ognuno con le sue caratteristiche peculiari che determinano la condotta da tenere da parte del giocatore: per esempio, se ci si trova in un complesso di appartamenti o di uffici, bisogna stare attenti a non fare vittime tra i civili, oppure se ci si trova in una fabbrica di armi, un colpo mal diretto potrebbe colpire degli esplosivi e provocare dei gravi danni alla struttura.
Simile ai predecessori, Apocalypse presenta una modalità gestionale su mappa ("Cityscape") e una modalità di visuale isometrica nella quale si svolgono i combattimenti ("Battlescape"). Il gioco tuttavia è stato il primo della serie X-COM ad includere l'opzione per il combattimento in tempo reale oltre alla modalità a turni tradizionale.
Apocalypse presenta un'interfaccia rinnovata con nuova grafica. È più complesso, e il compito di mantenere e accrescere i fondi dell'organizzazione X-COM ora si estende non solo all'intercettazione degli UFO, ma anche alla minimizzazione dei danni collaterali, alla prevenzione delle prese di potere degli alieni ostili e perfino al saccheggio degli edifici di altre organizzazioni, numerose a Mega Primus. Le basi inoltre non andranno più edificate dal nulla, ma saranno localizzate in edifici cittadini che l'X-COM acquisterà e che potranno essere dotati delle varie strutture (alloggi per soldati, laboratori, ecc.)
Il giocatore stavolta non riceverà supporto dai governi, ma dovrà fare affidamento sulle provvigioni economiche che saranno garantite dalle diverse fazioni presenti all'interno di Mega Primus, ed a supportare le proprie entrate tramite la vendita di artefatti alieni recuperati durante le missioni e di oggetti prodotti nei propri laboratori alle varie corporazioni presenti nella città, le quali influenzano anche il governo della città. Una nuova caratteristica è la possibilità di giocare le missioni tattiche sia nella familiare modalità a turni che in tempo reale. Nella modalità a turni, alieni e umani si scambiano i turni per eseguire delle azioni, mentre in tempo reale, tutto avviene simultaneamente, anche se il gioco può essere messo in pausa in qualsiasi momento per inviare ordini agli agenti.
L'intercettazione degli UFO è molto diversa: invece di una rappresentazione stilizzata della battaglia, si vedono gli UFO volare sopra la città e si danno gli ordini ai velivoli X-COM in tempo reale, con la possibilità di fermare o rallentare lo scorrere del tempo. Vi sono anche dei veicoli terrestri, da usare come contraerea o per demolire edifici di organizzazioni ostili.

## Dettagli tecnici
X-COM: Apocalypse utilizza un modulo di Intelligenza artificiale degli avversari auto-addestrante. Sulla homepage del sito web del gioco si affermava che un giocatore può copiare i file dell'IA e scambiarli con altri giocatori. Il risultato dovrebbe essere una differente esperienza di gioco (almeno in termini di comportamento dell'IA). Ci sono poche prove a suggerire che un'IA auto-addestrante sia stata veramente implementata, anche se è evidente nel gioco che gli alieni reagiscono in modo intelligente a certe tattiche del giocatore, come attacchi con granate, attacchi in corpo a corpo e copertura con il fumo.
Il gioco presenta una difficoltà auto-regolata, a seconda di come le prestazioni del giocatore influenzano lo zelo degli Alieni nell'espandersi e infestare. Reazioni apatiche della X-COM, fallimenti totali e un cattivo giudizio settimanale rallentano l'accumulo da parte degli alieni di armi e creature (ma non di navi) nel loro mondo natale. Ciò dà al giocatore la possibilità di porre rimedio ai propri fallimenti e riconsiderare la propria strategia. Per esempio, un punteggio alto nei primi cinque giorni può portare gli Alieni ad attaccare frequentemente e a testa bassa il vostro quartier generale con una grande forza pesantemente armata. Al contrario, un punteggio basso nei primi cinque giorni può far apparire le incursioni aliene solo due volte alla settimana, con una forza molto piccola. Ciò influenza anche la qualità degli equipaggiamenti degli alieni, così se si acquisisce velocemente un punteggio molto alto (per esempio, sfruttando un bug che permette al giocatore di razziare organizzazioni alleate, senza una reazione ostile), la prima mandata di alieni potrebbe avere scudi personali e cannoni a disgregazione (che normalmente apparirebbero molto più tardi nel gioco).
Apocalypse è incompatibile con le versioni più recenti del sistema operativo Microsoft Windows senza l'installazione di vari emulatori di supporto.

## Colonna sonora
Le musiche sono in linea con la situazione in atto: inquietanti e d'atmosfera nelle fasi di esplorazione, martellanti durante gli scontri a fuoco.